# Slint
Slint ist eine Post-Rock-Band aus Louisville, Kentucky, die 1985 aus der Band Squirrel Bait hervorging. Nach zwei Alben löste sich die Band 1991 auf, hinterließ jedoch bleibenden Eindruck, vor allem in der Post-Rock-Szene.
2005 reformierte sich die Band für einige Konzerte und tritt weiterhin unregelmäßig live auf. Neues Material wurde jedoch nicht veröffentlicht.

## Geschichte
Slints erstes Album Tweez wurde 1987 unter der Produktion von Steve Albini aufgenommen, jedoch erst 1989 unter obskuren Umständen auf dem Label Jennifer Hartman Records veröffentlicht. Nach den Aufnahmen von Tweez wurde Bassist Ethan Buckler durch Todd Bashear ersetzt. 1991 folgte Spiderland, das auf Touch and Go Records veröffentlicht wurde und bereits 1990 von Brian Paulson produziert worden war. Es bekam sehr gute Kritiken und gilt inzwischen als bahnbrechendes Album. Der Einfluss war so groß, dass es auch als das erste wahre Postrock-Album bezeichnet wird, das eine neue Welle von Bands auf den Weg brachte, die sich bei gleichzeitiger Beibehaltung der zugrundeliegenden Ethik von der uneingeschränkten Aggression des Hardcore Punk zu distanzieren versuchten. Das Cover von Spiderland stammt aus einer Serie von Bildern, die der ebenfalls aus Louisville stammende Singer-Songwriter Will Oldham mit der Band schoss. Spiderland kulminiert in dem unheilvollen „Good Morning, Captain“, dem wohl am meisten beachteten Stück der Band (später erschien das Lied auf dem Soundtrack des Films Kids von Larry Clark). Nach der Veröffentlichung von Spiderland trennte sich die Band. 1993 wurde Tweez auf Touch and Go Records wiederaufgelegt. Schließlich wurde 1994 eine kurze unbetitelte EP veröffentlicht, die eigentlich 1989 aufgenommen und als 12" Single auf Jennifer Hartman Records geplant war. Originalkopien von Tweez beinhalteten bereits eine Ankündigung der 12". Da Slint aber noch vor der Pressung bei Touch and Go unterschrieben, wurden die Masterbänder zurückgehalten. Die 12" enthält das vorher unveröffentlichte „Glenn“ und eine Reinterpretation von „Rhoda“ von Tweez.
Die Mitglieder von Slint spielten seitdem in diversen Bands. David Pajo tritt gegenwärtig unter dem Namen PAJO auf und spielt außerdem Bass in der New Yorker Street Metal-Band Early Man. Weiterhin wirkte Pajo bei Tortoise, Palace und der nur kurzlebigen Rockband Zwan (mit Billy Corgan als Frontmann) mit. Brian McMahan gründete 1994 The For Carnation und spielte auch bei Palace. Britt Walford spielte Schlagzeug bei Evergreen und bei den Breeders auf deren Album Pod unter dem Pseudonym Shannon Doughton und als Mike Hunt auf der Safari EP. Ethan Buckler formierte schon 1989 die Band King Kong, bei deren 7" Movie Star das Line-Up aus den Mitgliedern von Slint bestand.
Fast 15 Jahre nach der Trennung fanden sich Brian McMahan, David Pajo und Britt Walford wieder zusammen um das All Tomorrow’s Parties-Festival (ATP) in Camber Sands, England zu kuratieren und zu headlinen, woraufhin der schnellste Ausverkauf der Tickets in der Geschichte des Festivals stattfand. Ebenfalls 2005 spielten Slint auch einige Shows in den USA und Europa. Obwohl die Reunion nur für kurze Zeit sein sollte, gruppierte sich die Band 2007 erneut um ihr Genre-definierendes Werk Spiderland in voller Länge auf dem Primavera Sound Festival in Barcelona, in London im Rahmen der ATP-Serie Don’t Look Back, sowie zu einigen weiteren Terminen in den USA und Europa (auf dem Pitchfork Music Festival in Chicago, in der Showbox in Seattle, und im Henry Fonda Theatre in Hollywood) zu spielen. Neben Spiderland und der Slint EP spielte die Band dabei auch ein neues Stück namens „King’s Approach“, was als Indiz für eine Vollzeit-Reunion aufgefasst wurde.

## Diskografie

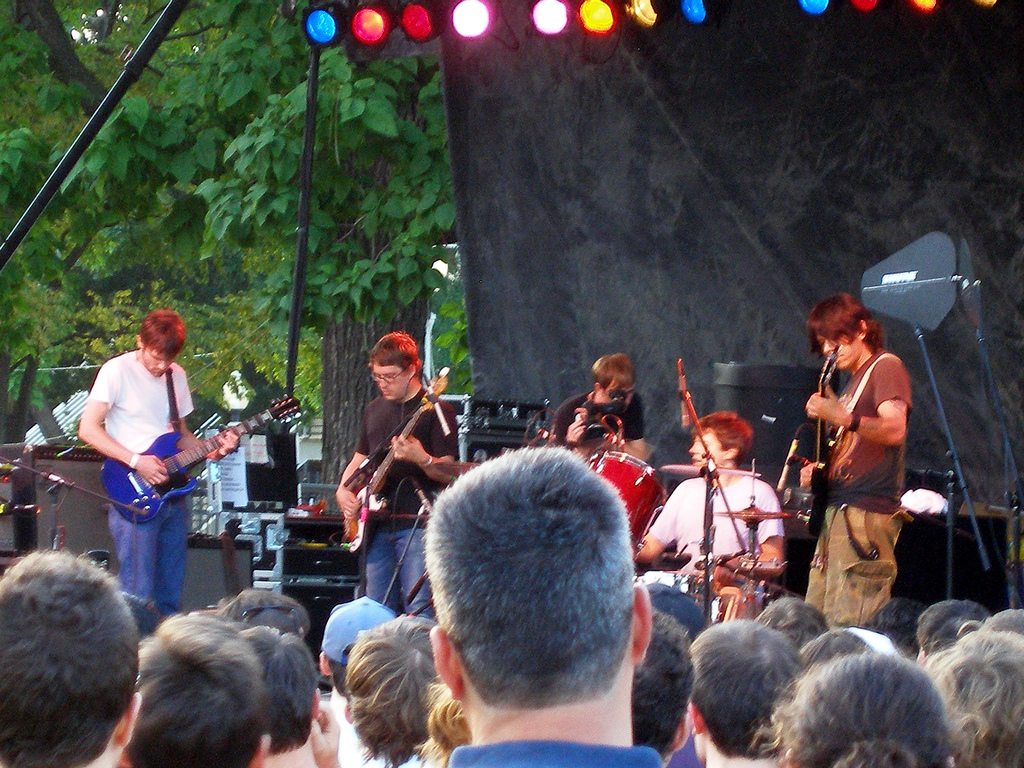
Slint 2007

### Alben
- 1989 Tweez (Jennifer Hartman Records, 1993 auf Touch and Go Records wiederveröffentlicht)
- 1991 Spiderland (Touch and Go Records)

### EPs
- 1994 Slint (Touch and Go Records, bereits 1989 aufgenommen)